# Parafia św. Mikołaja w Michałowie
Parafia św. Mikołaja – parafia prawosławna w Michałowie, w dekanacie Gródek diecezji białostocko-gdańskiej, siedziba dziekana.
Na terenie parafii funkcjonuje 1 cerkiew:
- cerkiew św. Mikołaja w Michałowie – parafialna.

## Historia
Parafia została erygowana w styczniu 1906, po wydzieleniu z terytorium parafii w Nowej Woli. Cerkiew i dom parafialny zbudowano w latach 1907–1908.
Na początku XXI w. liczba parafian wykazywała tendencję spadkową (przykładowo w 2002 w parafii udzielono 12 chrztów i odprawiono 30 pogrzebów). W 2008 parafia liczyła niespełna 1500 osób. Do parafii należą miejscowości: Michałowo, Pieńki, Kazimierowo, Hieronimowo, Sokole, Mościska, Kamienny Bród, Kobylanka, Krynica, Kokotowo, Majdan i przysiółek Rochental.

## Wykaz proboszczów
- 1906–1915 – ks. Włodzimierz Stupnicki
- 1915–1918 – bieżeństwo
- 1918–1919 – ks. Włodzimierz Stupnicki
- 1920–1921 – ks. Eustachy Bałabuszewicz
- 1924 – hieromnich Mitrofan (Bielewicz)
- 1924–1938 – ks. Bazyli Górnijczuk
- 1938–1940 – ks. Jan Skalski
- 1940–1946 – ks. Włodzimierz Doroszkiewicz (późniejszy metropolita Bazyli)
- 1946–1952 – ks. Mikołaj Strokowski
- 1952–1955 – ks. Włodzimierz Doroszkiewicz (stryjeczny brat metropolity)
- 1955–1965 – ks. Anatol Kiryk (senior)
- 1965–1966 – ks. Anatol Kiryk (junior)
- 1966–1973 – ks. Konstanty Gromadzki
- 1973–1983 – ks. Jarosław Tyczyno
- od 1983 – ks. Jan Jaroszuk[1]